# Markovac (Biskupija)
Markovac falu Horvátországban Šibenik-Knin megyében. Közigazgatásilag Biskupijához tartozik.

## Fekvése
Knintől légvonalban 10, közúton 16 km-re, községközpontjától légvonalban 6, közúton 8 km-re délkeletre, Dalmácia északi-középső részén, a 33-as számú főuttól keletre fekszik.

## Története
A szerbek bevándorlása már a 15. században megkezdődött, de a legnagyobb méreteket 1521 és 1527 között öltötte. A török 1522-ben szállta meg ezt a területet. Temploma is a török uralom idején 1589-ben épült. A falu a moreai háború során 1688-ban szabadult fel a török uralom alól. Ezt újabb nagy méretű bevándorlás követte. Miután a francia seregek felszámolták a Velencei Köztársaságot osztrák csapatok szállták meg. 1809-ben az Első Francia Császárság Illír Tartományának része lett. 1815-ben a bécsi kongresszus újra Ausztriának adta, amely a Dalmát Királyság részeként Zárából igazgatta 1918-ig. A településnek 1857-ben 216, 1910-ben 235 lakosa volt. Az első világháború után előbb a Szerb-Horvát-Szlovén Királyság, majd Jugoszlávia része lett. 1991-ben csaknem teljes lakossága szerb nemzetiségű volt. Szerb lakói még ez évben csatlakoztak a Krajinai Szerb Köztársasághoz. A horvát hadsereg 1995 augusztusában a Vihar hadművelet során foglalta vissza a települést. Szerb lakói nagyrészt elmenekültek. A településnek 2011-ben 63 lakosa volt.

## Lakosság
| Lakosság változása | Lakosság változása | Lakosság változása | Lakosság változása | Lakosság változása | Lakosság változása | Lakosság változása | Lakosság változása | Lakosság változása | Lakosság változása | Lakosság változása | Lakosság változása | Lakosság változása | Lakosság változása | Lakosság változása | Lakosság változása |
| ------------------ | ------------------ | ------------------ | ------------------ | ------------------ | ------------------ | ------------------ | ------------------ | ------------------ | ------------------ | ------------------ | ------------------ | ------------------ | ------------------ | ------------------ | ------------------ |
| 1857               | 1869               | 1880               | 1890               | 1900               | 1910               | 1921               | 1931               | 1948               | 1953               | 1961               | 1971               | 1981               | 1991               | 2001               | 2011               |
| 216                | 0                  | 170                | 245                | 210                | 235                | 0                  | 284                | 305                | 276                | 307                | 293                | 209                | 242                | 77                 | 63                 |

## Nevezetességei
Szent Illés próféta tiszteletére szentelt szerb pravoszláv temploma 1589-ben épült. Egyhajós épület, homlokzata felett harangtoronnyal. A templom mellett temető található.